# Putat (Bulu)
Putat is een bestuurslaag in het regentschap Temanggung van de provincie Midden-Java, Indonesië. Putat telt 346 inwoners (volkstelling 2010).